# Fragmoplasto

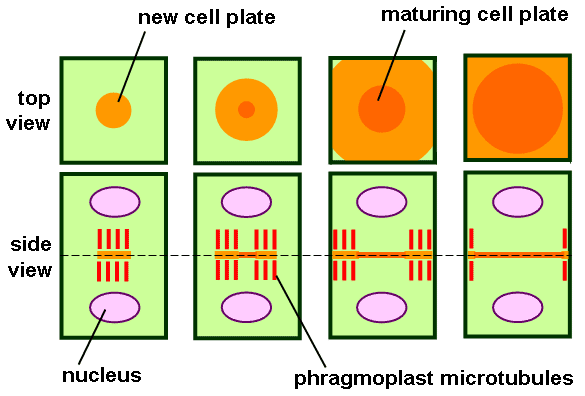
Formación del fragmoplasto y la placa celular durante la citocinesis. Lado izquierdo: formas de fragmoplasto y placa celular comienzan a ensamblarse en el centro de la célula. Lado derecho: el fragmoplasto se agranda en forma de rosca hacia el exterior de la célula, dejando detrás a la placa celular madura en el centro. La placa celular se transformará en la nueva pared celular una vez que se complete la citocinesis.

El fragmoplasto es una estructura específica de la célula vegetal que se forma durante la citocinesis tardía. Sirve como un andamio para el ensamblaje de la pared celular y posterior formación de la nueva pared celular que separa dos células hijas. 
El fragmoplasto es un conjunto complejo de microtúbulos, microfilamentos y elementos del retículo endoplasmático, que se reúnen en dos conjuntos opuestos perpendiculares al plano de la futura pared celular durante la anafase y telofase. Inicialmente tiene forma de barril y se forma desde el huso mitótico entre los dos núcleos hijos mientras que las envolturas nucleares se reensamblan a su alrededor. La placa celular se forma inicialmente como un disco entre las dos mitades de la estructura del fragmoplasto. Mientras el nuevo material de la placa celular se adiciona a los bordes de la placa en crecimiento, los microtúbulos del fragmoplasto desaparecen en el centro y se regeneran en los bordes de la placa celular en crecimiento. Las dos estructuras crecen hacia afuera hasta llegar a la pared exterior de la célula en división. Si el fragmoplasto está presente en la célula, el fragmoplasto y la placa celular crecen a través del espacio ocupado por el primero. Alcanzarán la pared de la célula madre exactamente en la posición ocupada anteriormente por la banda de la preprofase.
Los microtúbulos y filamentos de actina dentro del fragmoplasto sirven para guiar las vesículas con materiar de pared celular a la placa celular en crecimiento. Los filamentos de actina también estarían implicados en guía el fragmoplasto al sitio de ubicación de la banda formada en preprofase en la pared celular de la célula madre. Mientras la placa celular está creciendo, segmentos de retículo endoplasmático liso quedan atrapados dentro de él, formando posteriormente los plasmodesmos conectando las dos células hijas.
El fragmoplasto sólo puede ser observado en Embryophyta, que son las briofitas y plantas vasculares, y algunas pocas algas verdes avanzadas, específicamente Coleochaete en la división Charophyta. Algunas algas usan otra variedad microtúbulos, un ficoplasto, durante la citocinesis.